# Araz Dilağarda
Araz Dilağarda è un comune dell'Azerbaigian situato nel distretto di Füzuli. Conta una popolazione di 2 851 abitanti.